# Hyboella guizhouensis
Hyboella guizhouensis är en insektsart som beskrevs av Zheng, Z., K. Li och F-m. Shi 2002. Hyboella guizhouensis ingår i släktet Hyboella och familjen torngräshoppor. Inga underarter finns listade i Catalogue of Life.